# Sida nummularia
Sida nummularia är en malvaväxtart som beskrevs av E. G. Baker. Sida nummularia ingår i släktet sammetsmalvor, och familjen malvaväxter. Inga underarter finns listade i Catalogue of Life.